# Okfuskee County
Okfuskee County ist ein County im Bundesstaat Oklahoma der Vereinigten Staaten. Der Verwaltungssitz (County Seat) ist Okemah. Das U.S. Census Bureau hat bei der Volkszählung 2020 eine Einwohnerzahl von 11.310 ermittelt.

## Geographie
Das County liegt östlich des geographischen Zentrums von Oklahoma und hat eine Fläche von 1629 Quadratkilometern, wovon 11 Quadratkilometer Wasserfläche sind. Es grenzt im Uhrzeigersinn an folgende Countys: Creek County, Okmulgee County, McIntosh County, Hughes County, Seminole County, Pottawatomie County und Lincoln County.

## Geschichte
Okfuskee County wurde am 16. Juli 1907 als Original-County aus Muskogee-Land gebildet. Benannt wurde es nach einer alten Indianerstadt im Cleburne County in Alabama.

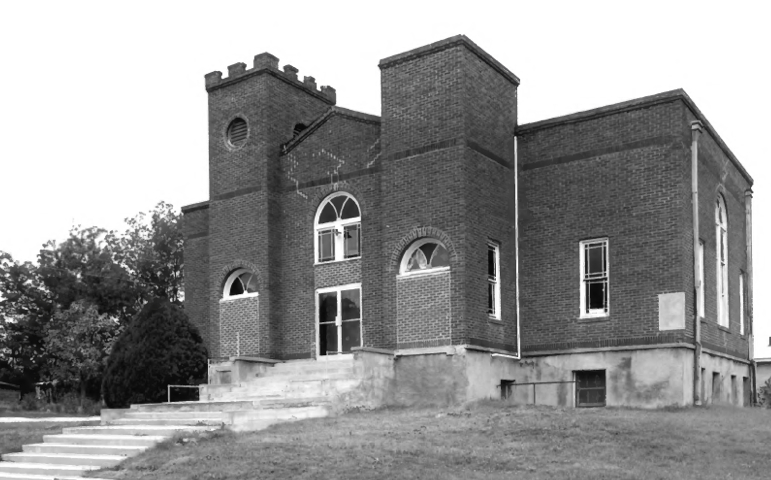
Kirche im Boley Historic District (ca. 1974)

Im County liegt eine National Historic Landmark, der Boley Historic District. Vier Bauwerke und Stätten des Countys sind im National Register of Historic Places (NRHP) eingetragen (Stand 5. Juni 2018).

## Demografische Daten

Alterspyramide des Okfuskee County

Nach der Volkszählung im Jahr 2000 lebten im Okfuskee County 11.814 Menschen in 4.270 Haushalten und 2.971 Familien. Die Bevölkerungsdichte betrug 7 Einwohner pro Quadratkilometer. Ethnisch betrachtet setzte sich die Bevölkerung zusammen aus 65,46 Prozent Weißen, 10,41 Prozent Afroamerikanern, 18,20 Prozent amerikanischen Ureinwohnern, 0,08 Prozent Asiaten und 0,57 Prozent aus anderen ethnischen Gruppen; 5,27 Prozent stammten von zwei oder mehr Ethnien ab. 1,64 Prozent der Bevölkerung waren spanischer oder lateinamerikanischer Abstammung.
Von den 4.270 Haushalten hatten 29,2 Prozent Kinder unter 18 Jahre, die im Haushalt lebten. 54,1 Prozent waren verheiratete, zusammenlebende Paare, 11,2 Prozent waren allein erziehende Mütter. 30,4 Prozent waren keine Familien, 27,8 Prozent waren Singlehaushalte und in 14,5 Prozent der Haushalte lebten Menschen im Alter von 65 Jahren oder darüber. Die durchschnittliche Haushaltsgröße betrug 2,52 und die durchschnittliche Familiengröße betrug 3,06 Personen.
24,6 Prozent der Bevölkerung waren unter 18 Jahre alt, 8,2 Prozent zwischen 18 und 24, 26,7 Prozent zwischen 25 und 44, 24,2 Prozent zwischen 45 und 64 und 16,3 Prozent waren 65 Jahre oder älter. Das Durchschnittsalter betrug 39 Jahre. Auf 100 weibliche Personen kamen 106,5 männliche Personen. Auf 100 Frauen im Alter von 18 Jahren oder darüber kamen 107,9 Männer.
Das jährliche Durchschnittseinkommen eines Haushalts betrug 24.324 USD und das durchschnittliche Einkommen einer Familie betrug 30.325 USD. Männer hatten ein durchschnittliches Einkommen von 24.129 USD gegenüber den Frauen mit 17.819 USD. Das Prokopfeinkommen betrug 12.746 USD. 17,3 Prozent der Familien und 23,0 Prozent der Bevölkerung lebten unterhalb der Armutsgrenze.